# Iklad
Iklad község Pest vármegyében, az Aszódi járásban.

## Fekvése
Pest vármegye északkeleti részén, a Gödöllői-dombság szélén, a Galga-patak völgyében elhelyezkedő, mintegy 2000 lelket számláló német nemzetiségű község.
A településhez legközelebb lévő város Aszód 3, Gödöllő 14, Budapest 40, Hatvan 17, Vác 28 kilométerre fekszik.

### Megközelítése
Iklad főutcája az Aszódtól Galgamácsán át Balassagyarmatig vezető 2108-as út, ezen érhető el mindhárom említett település irányából. Domonnyal és azon keresztül Baggal a 21 115-ös számú mellékút köti össze.
A hazai vasútvonalak közül az Aszód–Vácrátót-vasútvonal és az Aszód–Balassagyarmat–Ipolytarnóc-vasútvonal érinti, melyeknek két közös megállási pontjuk van itt, Iklad-Domony megállóhely és Iklad-Domony felső megállóhely. Előbbi a faluközpont déli szélén helyezkedik el, nem messze a 21 115-ös út vasúti keresztezésétől, közúti elérését az abból kiágazó, rövid 21 318-as számú mellékút biztosítja; utóbbi a belterület nyugati peremén található, közvetlenül a 2108-as út mellett.

## Története
A Galga-mente dús rétjei, vadban gazdag erdei már az ősidőktől fogva kedvező feltételeket nyújtottak az emberi letelepedéshez. Iklad környékén is legalább 6000 évre vezethető vissza a folyamatos emberi jelenlét. Főleg az újkőkorszak és a bronzkor gazdag régészeti leletekben, de a szarmaták is több száz éven át folyamatosan lakták e vidéket. A népvándorlás viharainak elültével szórványos avar és szláv telepek voltak itt, majd 895-ben a honfoglaló magyarok Tarján törzse telepedett le a vidéken.
A falu első okleveles említése 1356-ban történt, de a falu középkori történetéről szinte semmi bővebbet nem tudunk. 1543-ban a község török uralom alá került, s hamarosan elnéptelenedett.
Ezután közel 200 évig lakatlan puszta volt, majd 1728-ban a birtokos Ráday-család majorságot létesített itt. Mivel a Ráday-birtok munkaerőgondjait a majorsági gazdálkodás sem oldotta meg, Ráday I. Gedeon bécsi ágensei 1752-től evangélikus vallású német parasztokat hívtak a birtokra. A telepesek első, Baden és Württemberg tartományokból jött csoportja 1752 tavaszán érkezett a faluba, ettől az időponttól tekintik a falut újratelepítettnek. A következő év tavaszán a lakosság a Stájerországból, az Enns völgyéből evangélikus hitük miatt elüldözött osztrák parasztokkal egészült ki. Később még Karintiából és Felső-Ausztriából is érkeztek ugyancsak evangélikus vallásuk miatt elüldözött családok. Az otthonteremtés eredményeit az 1769. évi nagy tűzvész majdnem teljesen megsemmisítette. Sokaknak ismét a semmiből kellett újrakezdeniük, de a község a kezdeti nehézségek után fejlődésnek indult. 1788-ban a falu lakói haranglábat építettek, majd 1834-ben felszentelték a kis evangélikus templomot is. A betelepítés második hullámában a Felvidékről szlovák családok érkeztek.
A hűbéri viszonyokat a tagosítás számolta fel: ezt Ráday IV. Gedeon hajtotta végre 1837–39 közt. A jobbágyi kötelékek végleges eltörlését az 1852-ben kiadott úrbéri pátens biztosította, a békés polgári fejlődés kereteit az 1867. évi kiegyezés teremtette meg. A 19. század utolsó harmadában a község gyors fejlődésnek indult, amit csak gyorsított az 1896-ban megnyitott Aszód–Balassagyarmat–Losonc-vasútvonal.
A templom kibővítésére és felújítására 1901–1903 közt, az egyházközség önállósulására 1905–1906 közt, míg új, korszerű iskola építésére 1909–11 közt került sor. Az első világháború ezt a békés fejlődést megszakította, sok férfi a csatamezőkön áldozta életét. A Horthy-korszakot egyrészt az erőteljes magyarosítási törekvések, másrészt a német nemzetiségi mozgalom kibontakozása, a Volksbund megjelenése jellemezte. Ugyanakkor megkezdődött a paraszti birtokok gépesítése (az első cséplőgép megjelenése 1922-ben) s a kulturális élet fellendülése, klubok, egyletek alapítása. De másrészről folytatódott a paraszti birtokok elaprózódása, ami hosszú távon aláásta a zárt paraszti társadalom életképességét. A második világháborúban páran szintén a fronton vesztették életüket vagy tűntek el, de sokkal nagyobb sokkot jelentett a falu lakóinak 45 német családnevű falubeli lakos kényszermunkára hurcolása a távoli Ukrajnába 1945. január elején.
1948-ban került sor a község elektromos hálózatának kiépítésére.
Az 1950-es–60-as években gyökeres változások zajlottak le a község életében. 1949–60 közt a parasztságot termelőszövetkezetekbe kényszerítették, majd fokozatosan lezajlott a mezőgazdaság gépesítése. 1951–53 közt épült az Ipari Műszergyár (IMI), amely eredetileg hadi célokat (is) szolgált. A fénykorában 4000 főt foglalkoztató ipari üzem gyökeresen megváltoztatta a lakosság életét. A hagyományos parasztfalu pár évtized alatt korszerű ipari-mezőgazdasági településsé alakult át. 1956-ban felépült az új iskola, a régi iskola épületében 1958-ban kezdte működését az óvoda, 1960-tól a külön orvosi körzet, majd 1972-ben került átadásra a Művelődési Ház.
1962-ben érkezett Ikladra az első magántulajdonú személygépkocsi, az 1960-as években a régi, hosszú parasztházakat a legtöbben korszerűbb s kényelmesebb kockaházakra cserélték. 1973–89 közt Iklad Aszóddal és Domonnyal együtt az Aszód Nagyközségi Közös Tanácshoz tartozott. Ebben az időszakban további fontos infrastrukturális fejlesztésekre került sor, kiépült a vezetékes víz és a korszerű közvilágítás, 1975-ben felújították az úthálózatot, 1980-ban épült az új óvodaépület, 1982–88 közt több szakaszban kibővítették s korszerűsítették az iskolát: új szárny átadása, tornacsarnok, tornapálya építése.
A rendszerváltás után 1990-ben a községben önálló önkormányzat jött létre, mely alatt tovább folytatódott az előző időszak lendületes fejlődése. 1994-ben kiépült a gáz-, 1996-ban a telefonhálózat. A mellékutcák fokozatosan aszfaltburkolatot kaptak (az utolsó 2003-ban). Már üzemel a szennyvízcsatorna-hálózat is, amely 1999–2001 közt épült ki.
A 2002. évi jubileumi esztendőben, a község fennállásának 250. évfordulóján került átadásra a Ráday-szobor és az új ravatalozó, valamint a kívülről megszépült Művelődési Ház felvette a falut újratelepítő Ráday I. Gedeon gróf nevét.

## Közélete

### Polgármesterei
- 1990–1994: Madarász István (független)[3]
- 1994–1998: Madarász István (független)[4]
- 1998–2002: Madarász István (független)[5]
- 2002–2006: Madarász István (független)[6]
- 2006–2010: Madarász István (független)[7]
- 2010–2014: Madarász István (független)[8]
- 2014–2019: Madarász István (független)[9]
- 2019–2024: Ungi József (független)[10]
- 2024– : Ungi József (független)[1]

## Népesség
A település népességének változása:
| Lakosok száma | 2031 | 2023 | 2061 | 2022 | 1989 | 1993 | 1984 |
|               | 2013 | 2014 | 2019 | 2021 | 2022 | 2023 | 2024 |

A 2011-es népszámlálás során a lakosok 91,8%-a magyarnak, 0,5% cigánynak, 37,7% németnek, 0,5% románnak, 0,2% szlováknak mondta magát (8,1% nem nyilatkozott; a kettős identitások miatt a végösszeg nagyobb lehet 100%-nál). A vallási megoszlás a következő volt: római katolikus 15,4%, református 2,9%, evangélikus 56,5%, görögkatolikus 0,2%, felekezeten kívüli 8,4% (15,5% nem nyilatkozott).
2022-ben a lakosság 93,2%-a vallotta magát magyarnak, 19,3% németnek, 1% cigánynak, 0,3% szlováknak, 0,2% románnak, 0,2% lengyelnek, 0,1% ukránnak, 3% egyéb, nem hazai nemzetiségűnek (6,6% nem nyilatkozott; a kettős identitások miatt a végösszeg nagyobb lehet 100%-nál). Vallásuk szerint 44,7% volt evangélikus, 15,6% volt római katolikus, 3,4% református, 0,5% görög katolikus, 1,3% egyéb keresztény, 0,9% egyéb katolikus, 9,4% felekezeten kívüli (23,8% nem válaszolt).

## Nevezetességei
- Falumúzeum
- Evangélikus Templom
- Ráday sírkert
- Málenkij robot emlékmű
- Székelykapu
- Német-osztrák ősök emlékmű

## Gazdaság
- Ipari Műszergyár, Iklad (IMI), mai nevén IMI Elektromos Gépeket Gyártó Kft., mely a LEROY-SOMER / NIDEC  cégcsoporthoz tartozik.

## Képgaléria

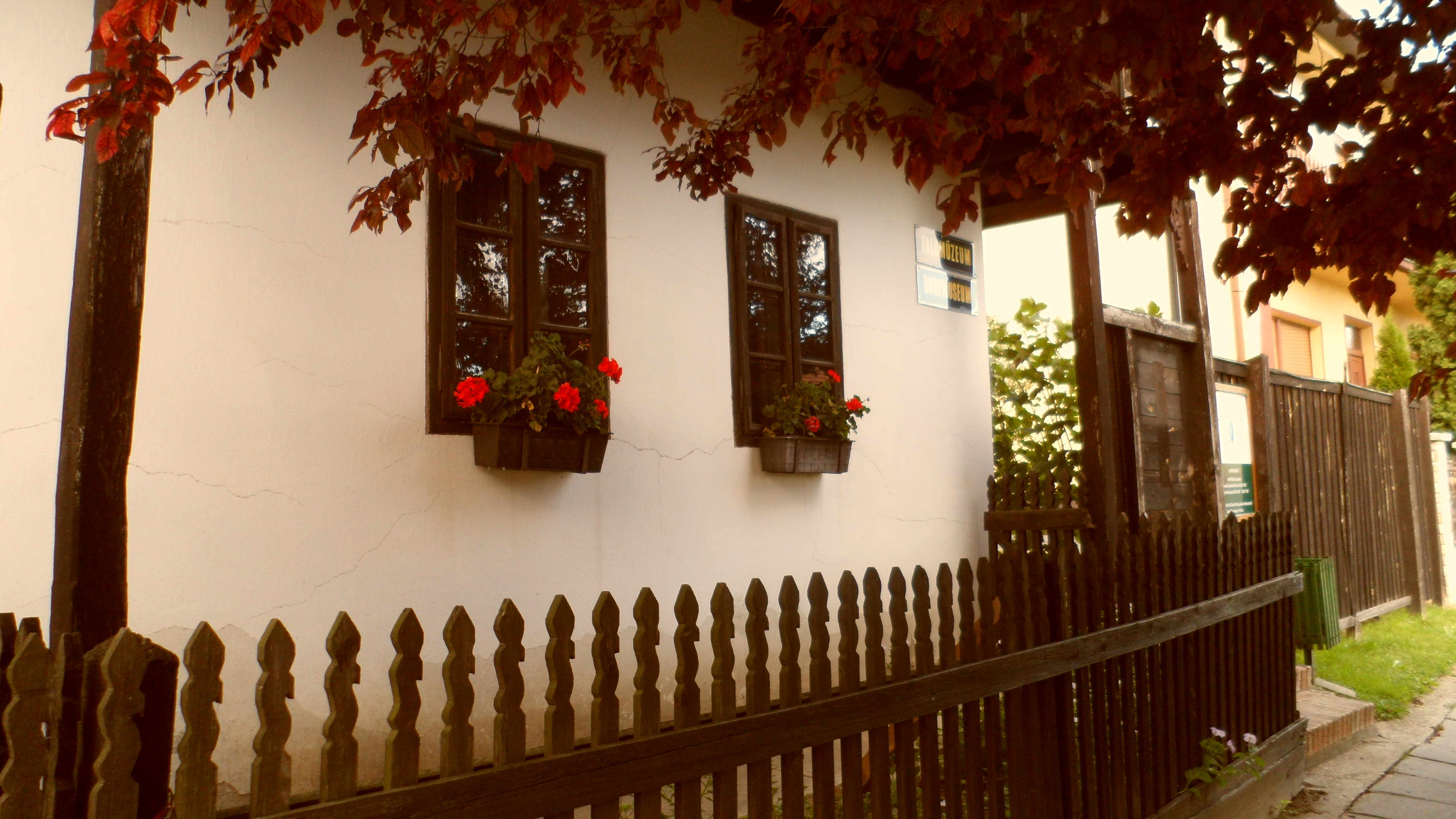
Falumúzeum
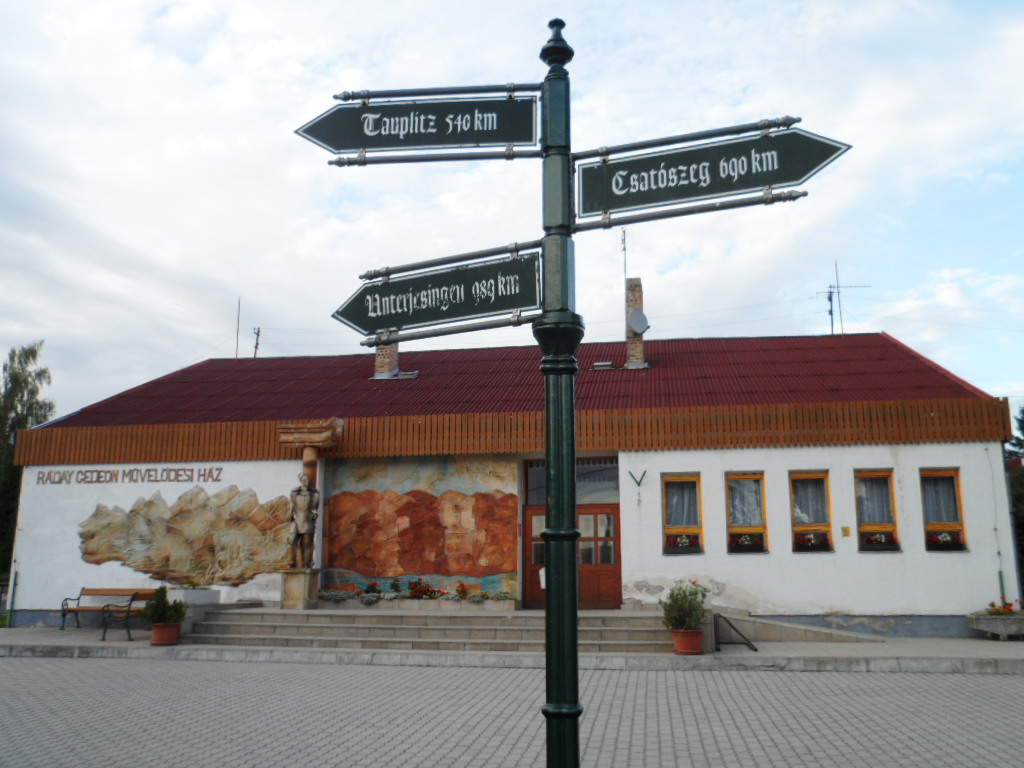
Művelődési ház
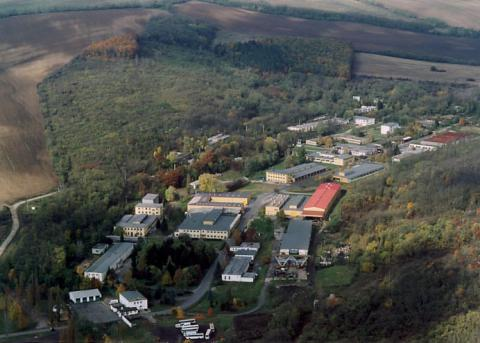
Ipari Műszergyár, Iklad telephelye
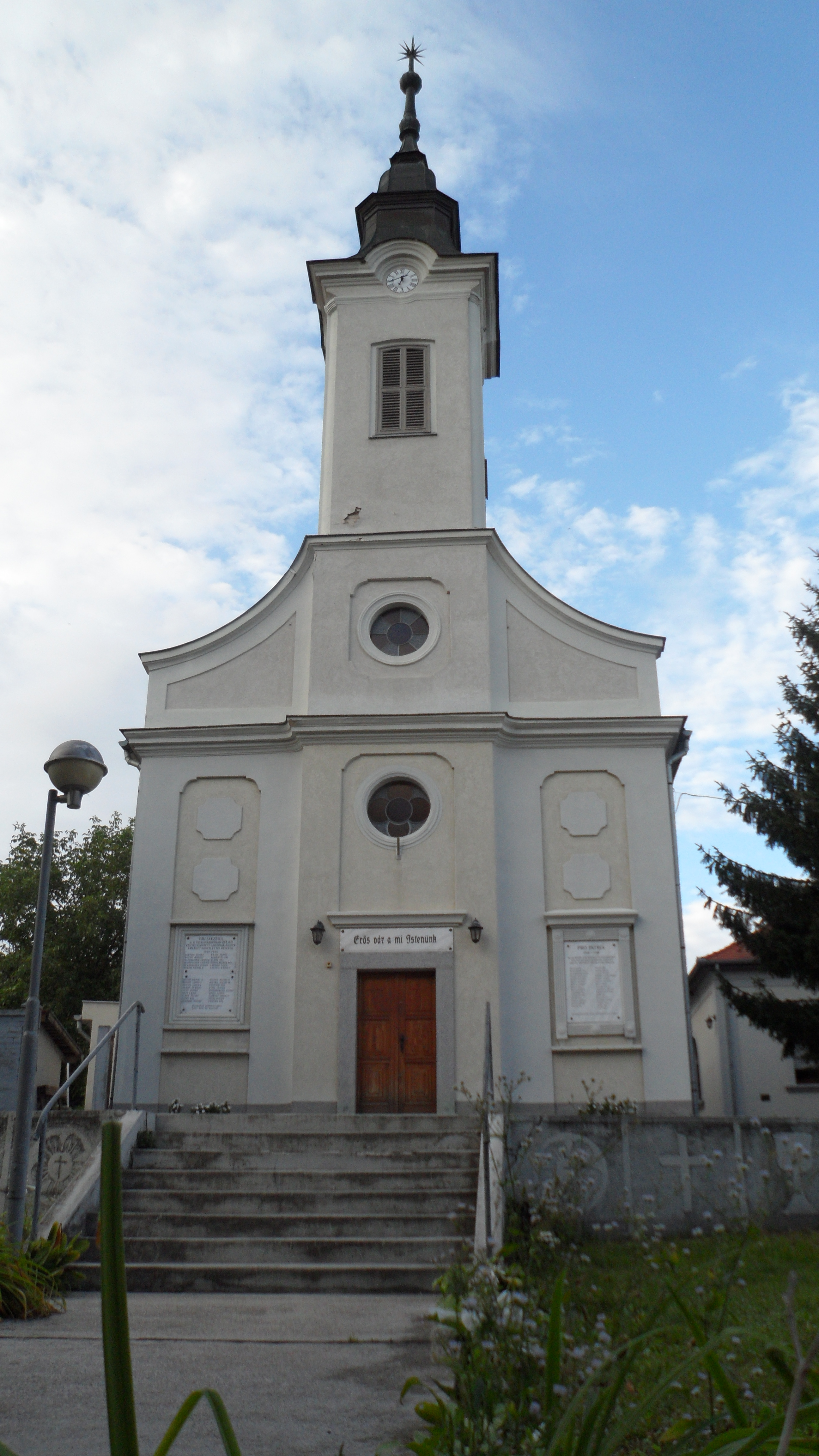
Evangélikus templom

## Testvérfalvak
- Csatószeg, Románia
- Tauplitz, Ausztria
- Unterjesingen, Németország